# Ilir Caushllari
Ilir Caushllari (5 oktober 1974) is een Albanees voormalig voetballer die als middenvelder speelde.
Caushllari begon zijn carrière in eigen land tussen 1990 en 1995 bij achtereenvolgens KS Tomori Berat en KS Albpetrol Patos. In 1995 verhuisde hij naar het Sloveense Korotan Prevalje tot 1997. Tussen 1997 en 1999 speelde hij bij reeksgenoot NK Rudar Velenje. Met deze club won hij de Sloveense beker. In 1999 verhuisde hij naar de Belgische landskampioen KRC Genk. Met Genk speelde hij in de voorronde van Champions League tegen NK Maribor. Dat seizoen zou Caushllari slechts negen wedstrijden voor Genk spelen. 
In 2000 verhuisde hij naar tweedeklasser Ingelmunster. Van daaruit ging zijn carrière verder tot 2009 bij clubs uit de Belgische lagere klassen zoals KFC Verbroedering Geel, KVK Tienen, K. Beringen-Heusden-Zolder, KFC Dessel Sport, Hoogstraten VV en KFC Sint-Lenaarts.